# Đivan
Đivan je selo koje se nalazi sjeveroistočno od Vrbovca. Prema popisu iz 2001. godine ima 44 stanovnika. 
Zaselak Đivan se ne spominje u dokumentima, ali, postoji legenda da je ovdje nekad živio gorostas Đivan, po kojemu je negdašnji zaselak dobio ime. Danas je to selo izvan glavne ceste Vrbovec - Križevci, u kojem je početkom XX. stoljeća sagrađena kapelica na mjestu raspela. Obnovljenu kapelicu posvetio je 13.srpnja 2008. mons. Ivan Šaško, pomoćni biskup zagrebački.

## Stanovništvo
| broj stanovnika | 52    | 57    | 42    | 52    | 68    | 78    | 80    | 63    | 76    | 77    | 78    | 73    | 61    | 54    | 44    | 32    | 29    |
|                 | 1857. | 1869. | 1880. | 1890. | 1900. | 1910. | 1921. | 1931. | 1948. | 1953. | 1961. | 1971. | 1981. | 1991. | 2001. | 2011. | 2021. |